# Maruina chaborra
Maruina chaborra és una espècie d'insecte dípter pertanyent a la família dels psicòdids que es troba a Amèrica: Colòmbia.